# Laura Hidalgo

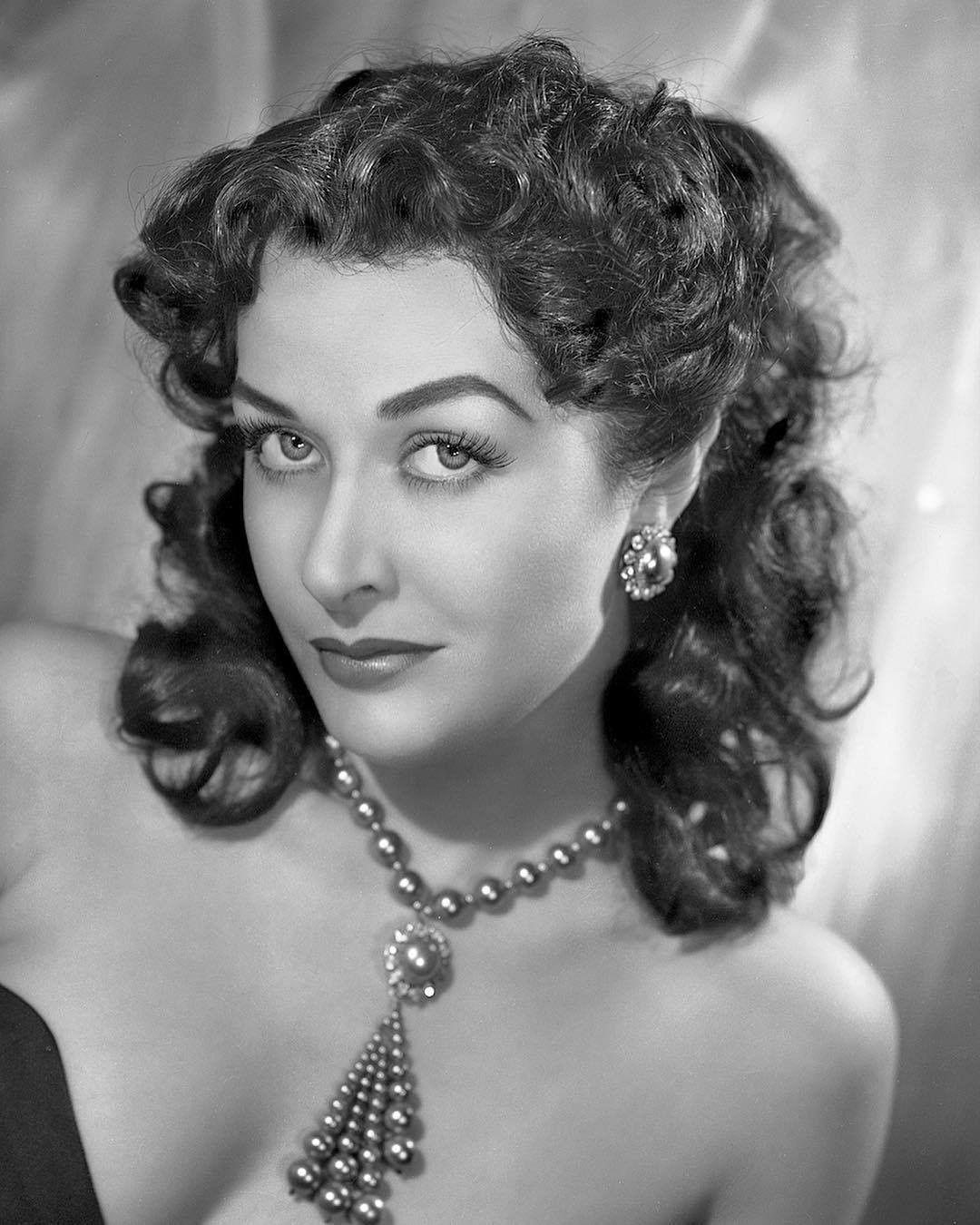
Laura Hidalgo

Laura Hidalgo (geb. 1. Mai 1927 in Chișinău, Rumänien, heute: Republik Moldau; gest. 18. November 2005 in La Jolla, San Diego, Kalifornien, USA, Geburtsname Pesea Faerman) war eine argentinische Filmschauspielerin. 

## Leben
Im Alter von drei Jahren zog ihre Familie mit ihr von Chișinău nach Buenos Aires, Argentinien. Sie ging auf die Escuela de Arte Escénico der Sociedad Hebraica Argentina. Ihre Klassenkameraden waren unter anderem David Stivel, Alberto Berco und Daniel Tedeschi. Unterrichtet wurde sie unter anderen von Hedy Crilla. 
Ihre Karriere begann bei einem Casting zum 1949 ausgestrahlten Film Sein letzter Kampf. Nach einigen kleineren Rollen schaffte sie 1951 mit La orquídea den Durchbruch. Aufgrund der optischen Ähnlichkeit wurde sie von den Medien die „Argentinische Hedy Lamarr“ genannt. Nachdem sie 1957 aus familiären Gründen nach Mexiko gezogen war, spielte sie 1958 zum letzten Mal in einem Film mit: In La mafia del crimen.
Sie starb am 18. November 2005 in La Jolla, Kalifornien, wo sie seit Ende der 1980er Jahre lebte.

## Filmografie
- 1948: Su última pelea
- 1950: Cinco grandes y una chica
- 1950: El morocho del Abasto: La vida de Carlos Gardel
- 1950: Juan Mondiola
- 1951: Derecho viejo
- 1952: El túnel
- 1952: La bestia debe morir
- 1953: La orquídea
- 1953: Armiño negro
- 1953: María Magdalena
- 1954: Caídos en el infierno
- 1955: El tren expreso
- 1956: Más allá del olvido
- 1957: Las campanas de Teresa
- 1958: La mafia del crimen